# Kanton Grez-en-Bouère
Kanton Grez-en-Bouère (fr. Canton de Grez-en-Bouère) je francouzský kanton v departementu Mayenne v regionu Pays de la Loire. Tvoří ho 12 obcí.

## Obce kantonu
- Ballée
- Beaumont-Pied-de-Bœuf
- Bouère
- Bouessay
- Le Buret
- Grez-en-Bouère
- Préaux
- Ruillé-Froid-Fonds
- Saint-Brice
- Saint-Charles-la-Forêt
- Saint-Loup-du-Dorat
- Villiers-Charlemagne